# اندازه یکسان
در ریاضیات، کمیت ثابت (انگلیسی: Conserved quantity) یا اندازه یکسان سامانه پویا تابعی از متغیرهای وابسته است که مقدار هرکدام در طول هر مسیر سیستم ثابت می‌ماند.